# Шергат
Шергат (араб. الشرقاط‎) — город на севере Ирака, расположенный на территории мухафазы Салах-эд-Дин. Административный центр одноимённого округа.

## Географическое положение
Город находится в северо-западной части мухафазы, в правобережной части долины реки Тигр, на высоте 143 метров над уровнем моря.

Шергат расположен на расстоянии приблизительно 100 километров к северо-северо-западу (NNW) от Тикрита, административного центра провинции и на расстоянии 255 километров к северо-северо-западу от Багдада, столицы страны.

## Население
На 2012 год население города составляет 54 238 человек.

## Достопримечательности
К югу от города расположены руины Ашшура, одного из наиболее значимых городов древней Ассирии.

## Известные уроженцы
- Мухсен ар-Рамли — иракский писатель, поэт и переводчик с испанского.